# Tahereh Mafi
Tahereh Mafi, född 1988, är en iransk-amerikansk författare som debuterade 2012 med boken Rör mig inte! Hon är gift med författaren Ransom Riggs.